# Winfield (Nyugat-Virginia)
Winfield település az Amerikai Egyesült Államok Nyugat-Virginia államában, Putnam megyében, melynek megyeszékhelye is. Lakosainak száma 2393 fő (2020. április 1.).

## Népesség
A település népességének változása:

| 2010 | 2 301 |
| 2020 | 2 393 |